# Danny DeVito
Daniel Michael DeVito Jr. (Neptune, Nueva Jersey, 17 de noviembre de 1944), conocido como Danny DeVito, es un actor, comediante y director cinematográfico estadounidense. Con una apariencia muy reconocible y con un humor muy punzante que llega fácilmente al público, es conocido por ser Louie De Palma en la serie Taxi (1978-83), además de haber actuado en películas como One Flew Over the Cuckoo's Nest y La fuerza del cariño. Su participación en las comedias Los gemelos golpean dos veces y La guerra de los Rose lo hicieron mundialmente famoso y lo encasillaron en ese género. 

## Biografía

### 1944-1969: Primeros años

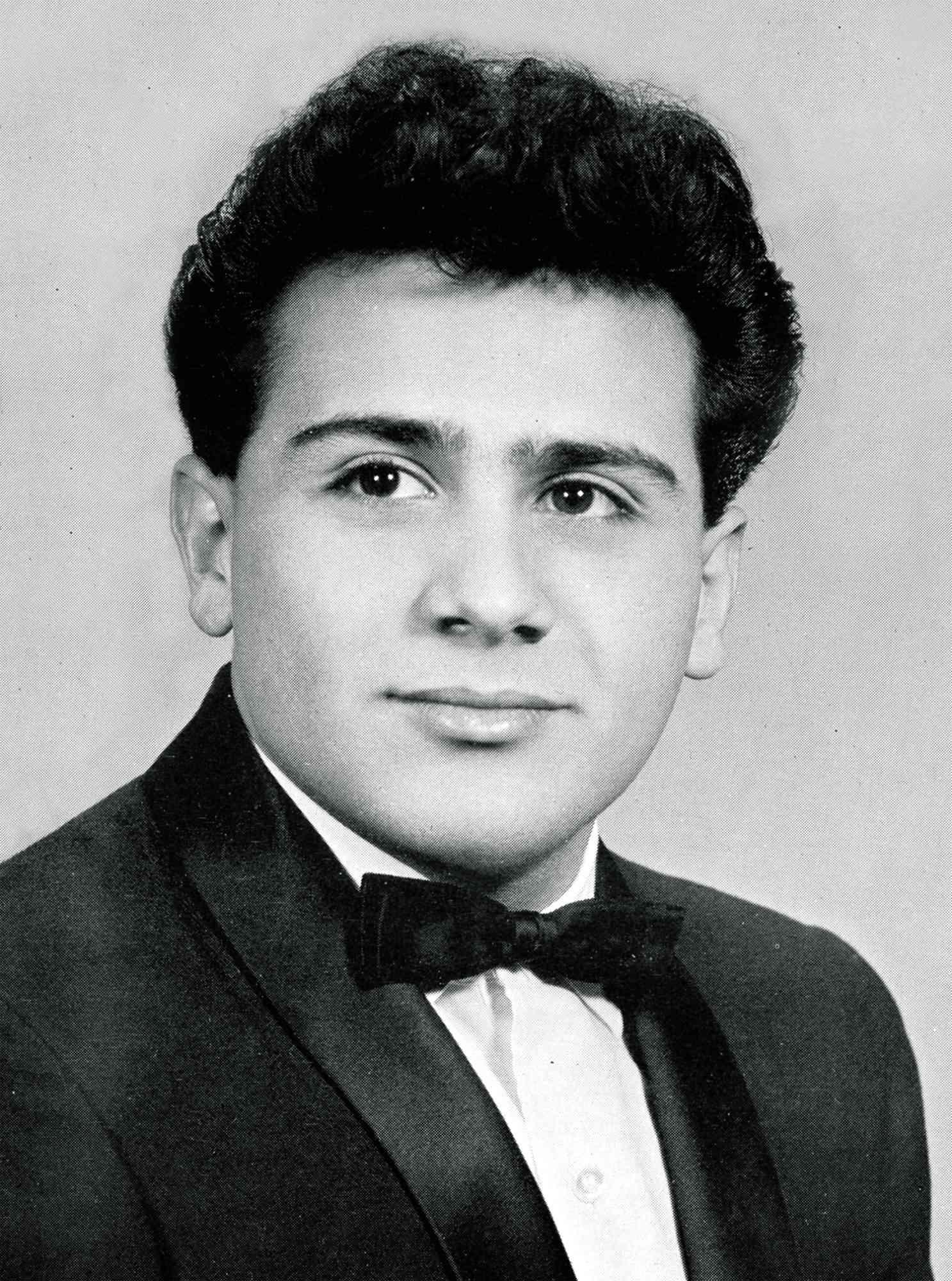
DeVito en el Oratory Preparatory School de 1962.

DeVito nació en el Raleigh Fitkin-Paul Morgan Memorial Hospital de Neptune, Nueva Jersey, hijo de Daniel DeVito Sr., un pequeño empresario y Julia DeVito (nombre de soltera, Moccello). Era el más pequeño de tres hermanos. Su familia descendía de inmigrantes albanoitalianos, originarios de San Fele, Basilicata, y de una comunidad albanesa Arbëreshë de Calabria. Creció en Asbury Park (Nueva Jersey), a pocos kilómetros de la ubicación original de Jersey Mike's y comía allí con frecuencia, lo que lo inspiraría a convertirse en el primer portavoz famoso de la tienda de sándwiches en una serie de anuncios que comenzaron a transmitirse en septiembre de 2022.
DeVito se crio en la creencia católica. Cuando tenía 14 años, convenció a su padre para que lo enviara a un internado para "mantenerlo alejado de los problemas". y se graduó en el Oratory Preparatory School en Summit (Nueva Jersey) en 1962. Mientras trabajaba como esteticista en el salón de su hermana, su búsqueda de un instructor de maquillaje profesional lo llevó a la American Academy of Dramatic Arts, donde se graduó en 1966. En sus primeros días de interpretación, hizo papeles en el Colonnades Theater Lab del Eugene O'Neill Theater Center en Waterford (Connecticut). Junto a su futura esposa Rhea Perlman, apareció en obras del Westbeth Playwrights Feminist Collective.

### 1969-1978: Inicio y éxito en la televisión
DeVito comnenzó su carrera en el off-Broadway en las obras Shoot Anything With Hair That Moves y  The Man with the Flower in His Mouth de 1969. Debutó en el cine en el drama Sueños de cristal (Dreams of Glass) (1970) a las que le siguieron Mortadela (La mortadella) (1971), Deprisa o cumpliré 30 años (Hurry Up, or I'll Be 30) (1973) y Justicia violenta (Deadly Hero) (1975). De todas maneras, DeVito consiguió cierto reconocimiento con el papel de Martini en la aclamada película de 1975 Alguien voló sobre el nido del cuco (One Flew Over the Cuckoo's Nest) dirigida por Milos Forman, repitiendo el mismo papel que hizo en la versión teatral de 1971. 
En 1977, DeVito hizo el papel de John DeAppoliso en el episodio "The Collector" de Starsky & Hutch. Pero el éxito le llegó con el papel de Louie De Palma, el jefe, bajo pero dominante, de la ficticia Sunshine Cab Company, de la sitcom Taxi. Por este papel, recibiría el Emmy al mejor actor de reparto - Serie de comedia y el Globo de Oro al mejor actor de reparto de serie, miniserie o telefilme. Obtuvo el papel asombrando a los creadores del programa durante la audición cuando les preguntó "¿Quién escribió esta mierda?" y luego tiró el guion sobre la mesa.

### 1979-1994: Consolidación de su fama

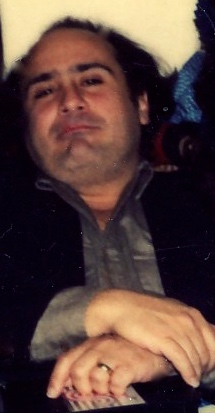
DeVito a principios de los 80.

Después de su éxito en Taxi, DeVito se dedicó a crecer su evolución en su carrera. Hizo un papel secundario destacado en La fuerza del cariño (Terms of Endearment) de James L. Brooks en 1983 junto a Shirley MacLaine, Debra Winger y Jack Nicholson, película de gran éxito y que obtuvo el Óscar a la mejor película. Al siguiente año, actuó en la comedia de crimen Johnny Peligroso (Johnny Dangerously) y consiguió un gran éxito en taquilla en la comedia romántica Tras el corazón verde (Romancing the Stone) junto a Michael Douglas y Kathleen Turner; así como su secuela La joya del Nilo (The Jewel of the Nile) en 1985. En 1986, DeVito protagonizó ¡Por favor, maten a mi mujer! (Ruthless People) con Bette Midler y Judge Reinhold e hizo la voz de Rey Grundle en My Little Pony: The Movie. También en estos años, DeVito hizo su debut como director. En 1984 dirige el telefilm El magnate (The Ratings Game) y, ya en 1986, se pone delante y detrás de la cámara en el episodio "The Wedding Ring", de la antología de la serie de Cuentos asombrosos (Amazing Stories), donde su personaje adquiere un anillo de compromiso para su esposa (interpretada por la esposa de DeVito en la vida real, la actriz Rhea Perlman). Cuando el anillo se desliza en el dedo de su esposa, esta es poseída por su antigua dueña, una viuda negra asesina.
En 1987, debuta como realizador de largometraje para el cine con la comedia negra Tira a mamá del tren (Throw Momma from the Train), en la que comparte también reparto con Billy Crystal y Anne Ramsey. Por esta interpretación, consiguió una nominación para los Globos de Oro al mejor actor - Comedia o musical. Ese mismo año actuó para el director Barry Levinson en Dos estafadores y una mujer (Tin Men) (1987), como el vendedor rival del personajes de Richard Dreyfuss. Su participación en la comedia Los gemelos golpean dos veces (Twins) (1988) junto a Arnold Schwarzenegger le hicieron mundialmente famoso y lo encasillaron en ese género. DeVito reunió a sus compañeros de La joya del Nilo Michael Douglas y Kathleen Turner para dirigirlos en la comedia negra de 1989 La guerra de los Rose (The War of the Roses).
En 1990, su esposa Rhea Perlman y él mismo interpretan a la pareja Vic y Paula, comentando sobre el estado del medio ambiente en "The Earth Day Special". Al año siguiente, actuó en Con el dinero de los demás (Other People's Money) (1991) con Gregory Peck. En 1991 participó como invitado en la segunda temporada de la popular sitcom estadounidense Los Simpson, con su propio personaje en el show, Herbert Powell, el medio hermano secreto de Homer Simpson, un multimillonario hombre de negocios que lo perdería todo al cruzarse con su hermano. Danny retomó el personaje en la temporada siguiente (1992), en su segunda intervención en el programa, donde lograba recuperarse del desastre producido por Homer y volver a ser rico. En 1992 interpreta al Pingüino en Batman Returns, dirigida por Tim Burton junto a Michael Keaton, Michelle Pfeiffer y Christopher Walken. Ese mismo año dirige y produce el drama autobiográfico Hoffa (1992) junto a Jack Nicholson. Volvió a coincidir con Arnold Schwarzenegger en la comedia Junior (1994).

### 1995-2006: Consolidación de su fama

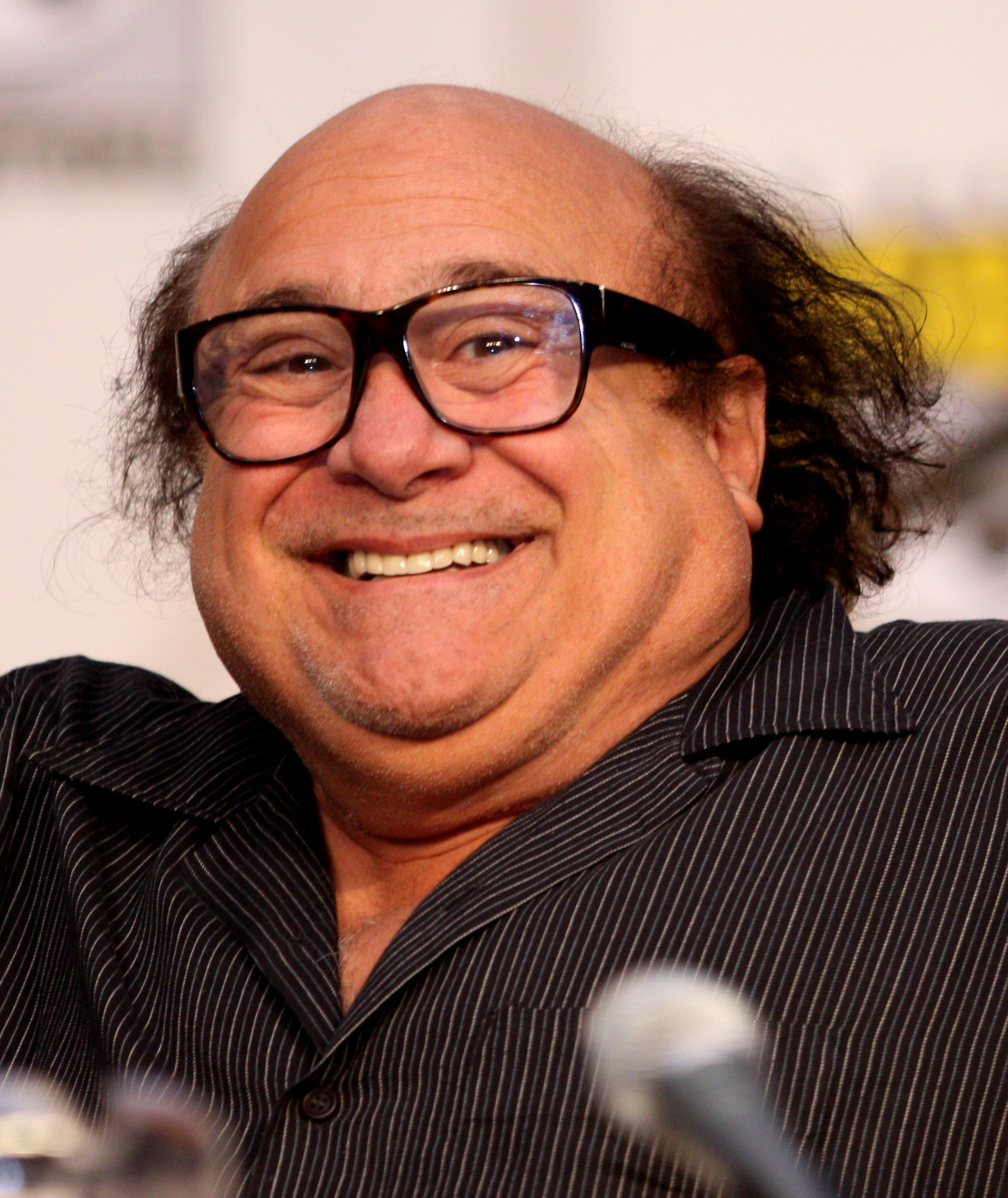
DeVito en el San Diego Comic-Con de julio de 2010

En 1995, DeVito apareció a la comedia de gánsteres Cómo conquistar Hollywood (Get Shorty ). En 1996, tuvo un papel de voz en la película Space Jam y volvió a ponerse a las órdenes de Tim Burton con la comedia de ciencia ficción Mars Attacks! junto a Jack Nicholson, Glenn Close, Annette Bening, Pierce Brosnan, Martin Short y Natalie Portman. Ese mismo año hizo uno de sus papeles más icónicos al ser un verdadero mal ejemplo de padre en la película Matilda, dirigida por él mismo y que es la adaptación de la novela homónima de Roald Dahl de 1988. DeVito encarma como Harry Wormwood, un chabacano y deshonesto estafador que trabaja en un taller vendiendo autos que construye con refacciones robadas y en mal estado, y que por esa única razón, los autos que vende nunca funcionan bien y también es el narrador de la historia. El crítico Roger Ebert de The Chicago Sun-Times escribió, "No hay ningún momento (excepto hacia el final feliz) en el que percibamos que DeVito no se toma muy en serio este material. Se alinea con la visión macabra de Dahl."
En 1997, hizo el papel de Deck Shifflet en el thriller de abogados Legítima defensa (The Rainmaker) junto a Matt Damon and Claire Danes así como el de Sid Hudgens, editor del tabloide sensacionalista llamado Hush-Hush, que recibe información anticipada sobre arrestos de famosos en el thriller neo-noir L.A. Confidential con Russell Crowe, Guy Pearce y Kevin Spacey y nominada al Óscar a la mejor película. Ese mismo año puso la voz a Phil en el clásico de Walt Disney Hércules (1997). Leonard Klady de Variety elogió las actuaciones de voz escribiendo: "Como en Aladdin, la fusión de la animación de los personajes con las personalidades en pantalla de los actores que dan voz a los papeles proporciona un entretenimiento poderoso y divertido, particularmente en el papel de DeVito como entrenador físico y el ingenio ácido que James Woods aporta a su papel de villano." También ese año, DeVito tuvo una oferta de trece millones para dirigir y protagonizar Mystery Men, pero las negociaciones sobre quién produciría la banda sonora fracasaron. "Fue un gran logro para mí", dijo DeVito. "Tenía muchas ganas, así que abandoné el proyecto".
Arranca 1998, con otra propuesta cancelada. Se comprometió a protagonizar y dirigir la película de ciencia ficción Barthe para TriStar, sobre un extraterrestre que se enamora, y en un remake de El hombre que vino a cenar para DreamWorks. Apareció en el reparto en De ahora en adelante (Living Out Loud) (1998) junto a Helen Hunt y Queen Latifah, se reunió con Kevin Spacey en El pez gordo (The Big Kahuna) (1999) y fue el maestro de ceremonias del último Saturday Night Live antes del 2000. En 1999, produjo y coprotagonizó el biopic Man on the Moon, sobre la vida de su compañero de reparto en Taxi Andy Kaufman, encarnado por Jim Carrey. También en 1999, fue propuesto para protagonizar, dirigir y producir el script de Jason Keller Sugar's Sweet Science of Bruising para New Line Cinema.
El nuevo siglo empezó con el papel de Dr. Hornicker en el proyecto de Sofia Coppola Las vírgenes suicidas (The Virgin Suicides) (1999) protagonizado por Kirsten Dunst. También continuó en papeles cómicas como Todos la querían... ¡muerta! (Drowning Mona) (2000), Reventado (Screwed) (2000), ¿Qué más puede pasar? (What's the Worst That Could Happen?) (2001), Austin Powers en Miembro de Oro (Austin Powers in Goldmember) (2002), Todo lo demás (Anything Else) (2003) y Be Cool (2005). También estuvo presente en películas dramáticos como El último golpe (Heist) (2001) o Big Fish (2004). En 2004, ganó la nominación al Emmy al mejor actor invitado - Serie de comedia por su papel de estríper en la sitcom de la NBC Friends, DeVito fue elegido para estar en el reparto de Revelations de Michael Petroni, un "thriller religioso sobrenatural" que iba a ser protagonizado por George Clooney. El proyecto se canceló debido a sucesivas reescrituras de guion.

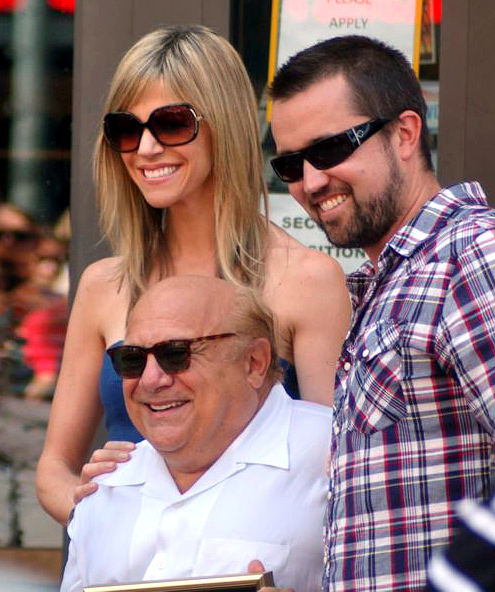
DeVito con sus compañeros de reparto de It's Always Sunny in Philadelphia Kaitlin Olson y Rob McElhenney el 18 de agosto de 2011

En su vertiente como director, se puso detrás de la cámara con Smoochy (Death to Smoochy) (2002) y Duplex (2003), que se realizaron consecutivamente. Antes del estreno de esta última, DeVito aceptó dirigir una nueva versión de "Me casé con una bruja" de 1942 para Tom Cruise y Columbia Pictures, y anunció a Variety que esperaba comenzar la producción a finales de año. En lugar de I Married a Witch, fue escogido para realizar Trump vs. Wynn como su próximo proyecto como director tras recibir una oferta de HBO. Escrito por Rick Cleveland, el guion narra la competencia entre los magnates Donald Trump y Steve Wynn para construir un casino en Atlantic City. Se esperaba que DeVito dirigiera, produjera y protagonizara un papel no especificado, pero abandonó después de reunirse con ambas figuras, quienes protestaron por la producción de la película. Dirigió el episodio piloto propuesto por Imagine TV en 2005 Queen B, pero finalmente no fue escogida por el canal para seguir.
En 2006, se incorporó al elenco de la serie It's Always Sunny in Philadelphia en el papel de Frank Reynolds y por el que recibió la nominación el Satellite Award al mejor actor de musical y comedia.DeVito dijo sobre el programa: "Me encantó. Fue jodidamente escandaloso tal como son. Inmediatamente dije: 'Sí, este es un programa increíble'". También trabajó junto a Matthew Broderick en el Deck the Halls.

### 2007-presente: Papeles más recientes
DeVito empezó a interesarse por los documentales. Ya en 2006, comenzó su colaboración con Morgan Freeman en la compañía ClickStar, para hacer documentales al canal Jersey Docs. Fue entrevistado en el documental Revenge of the Electric Car, hablando de su interés y propiedad de vehículos eléctricos. DeVito dirigió ocho cortometrajes entre 1973 y 2016, cinco de los cuales se estrenaron entre 2010 y 2011. Estos eran The Sound Sleeper (1973), Minestrone (1975), Oh Those Lips (2010), Evil Eye (2010), Poison Tongue (2011), Skin Deep (2011), Nest of Vipers (2011) y Curmudgeons (2016). En 2011, DeVito recibió una estrella en el Paseo de la Fama de Hollywood por su trabajo en la televisión. En 2012, trabajó en la película de animación Dr. Seuss' The Lorax, poniendo su voz al personaje de El Lorax, y en las versiones hispanoamericana y española también, es decir que participó tanto en la versión original como en sus doblajes. Apareció en el anuncio del torneo "Campeones por la Tierra" de Angry Birds Friends en septiembre de 2015. Tras el lanzamiento en Japón del juego Detective Pikachu para Nintendo 3DS, los aficionados de Pokémon enviaron una petición con 40 000 firmas solicitando que DeVito fuera el actor de voz en inglés del personaje principal. Sin embargo, se negó a audicionar para el papel, alegando que no conocía la franquicia.
En 2009, se filtró que DeVito podría dirigir y producir el biopic Crazy Eddie, basada en la vida de Eddie Antar, basada en un guion de Peter Steinfeld. Sin embargo, la película no se pudo realizar debido a un acuerdo de derechos de vida que se hizo con Antar. En lugar de ello, dirigió los primeros pasos del thriller apocalítico St. Sebastian, que completó la postproducción en 2012 pero hasta el día de hoy no ha sido estrenada.DeVito también trabajó en la película financiada independientemente "Honeymoon with Dad", una comedia que nunca llegó a producirse.
DeVito había escritor en la adaptación y fue desde 2008, el elegido para dirigir The True Confessions of Charlotte Doyle con Morgan Freeman, Pierce Brosnan y Saoirse Ronan. La producción se detuvo cuando Freeman resultó gravemente herido en un accidente automovilístico dos semanas antes de que estuviera previsto que comenzara la filmación. DeVito volvió al tema en febrero de 2013, afirmando que buscaba a otra actriz joven para el papel principal y que estaba buscando locaciones para la película en Irlanda. Se esperaba que la producción se reanudara en julio de 2014.
En abril de 2012, DeVito hizo su debut en los teatros del West End en la obra de Neil Simon The Sunshine Boys como Willie Clark, junto a Richard Griffiths. Fue llevada al Savoy Theatre de Londres el 27 de abril de 2012 y que estuvo en cartel dixce semanas. DeVito hizo su propia versión musical del video del videoclips de la canción de One Direction "Steal My Girl" (2014). También apareció en el cortometraje Curmudgeons, que él mismo produjo y dirigió. En 2013, pondría voz al episodio "The Changing of the Guardian". DeVito hizo su debut en Broadway en el Roundabout Theatre Company la obra de Arthur Miller The Price como Gregory Solomon. Lo hizo acompañado en el reparto por Mark Ruffalo y Tony Shalhoub. Marilyn Stasio de Variety elogió la escritura interpretativa de DeVito: "DeVito, que tiene al público en la palma de su mano, tiende a favorecer el lado cómico, convirtiendo un chiste visual sobre comer huevos en una comida extensa. Pero también recurre a la sabiduría judía práctica para evitar que las hostilidades familiares se desborden y arruinen las negociaciones financieras". Fue nominado al Premio Tony al mejor actor de reparto en una obra de teatro. La producción comenzó sus representaciones en el American Airlines Theatre el 16 de febrero de 2017 y estuvo en cartel hasta el 7 de mayo.

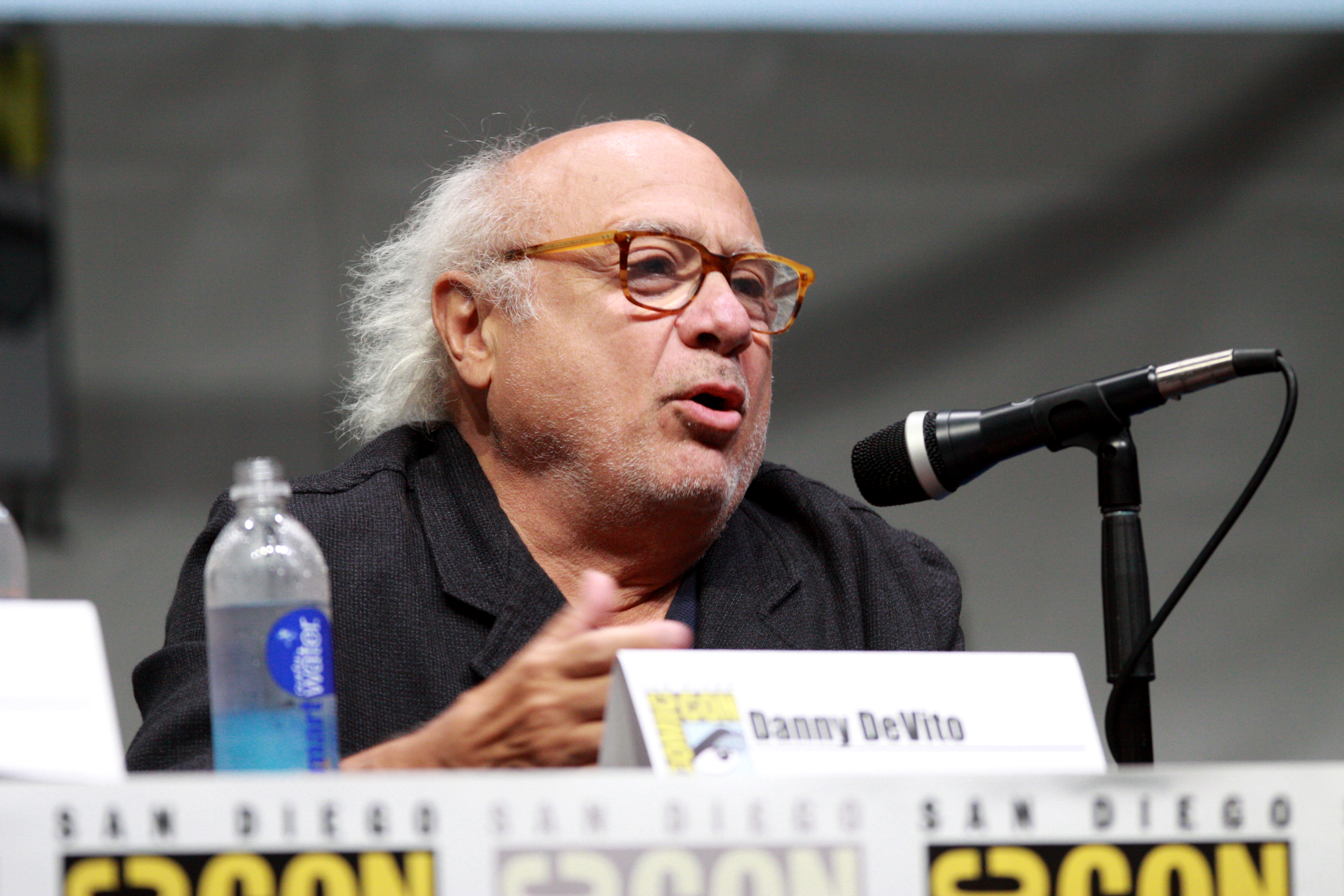
Danny DeVito a la Comic Con International de San Diego de 2013.

En 2018 tuvo un papel en la serie cómica de Netflix El método Kominsky junto a Michael Douglas y Alan Arkin. Psuo la voz a Dorgle en la película animada de Warner Bros. Smallfoot (2018). Y en 2019 se reunió con Tim Burton para hacer el papel de Max Medici en la película de Walt Disney Pictures Dumbo. Compartió el reparto con Colin Farrell, Michael Keaton y Eva Green. También apareció en otras películas como Jumanji: Siguiente nivel (Jumanji: The Next Level) junto a Dwayne Johnson, Kevin Hart, Jack Black y Karen Gillanm, que fue un éxito de crítica. En 2020 puso la voz a Bob, un perro en El magnífico Iván (The One and Only Ivan). En 2021 hizo el papel de Charlie Goldman en el biopic de HBO El superviviente de Auschwitz (The Survivor). DeVito también ha participado en proyectos como guionista de cómics, escribiendo una historia acerca del Pingüino, personaje que había interpretado anteriormente y cuya psique conocía, que apareció publicada en 2021 dentro de una antología de la editorial estadounidense DC Comics acerca de sus villanos, llamado Gotham City Villains. En 2023 apareció en películas como la comedia de horror de Disney Mansión encantada (Haunted Mansion), el debut como director de Chris Pine Poolman y un doblaje en la película de Illumination Migración. También en 2023 volvió a Broadway con la obra de Theresa Rebeck I Need That.

## Vida personal
DeVito mide 1 metro y 47 centímetros. Su baja estatura se debe a una rara enfermedad llamada displasia epifisaria múltiple, un trastorno genético poco común que afecta el crecimiento óseo.

DeVito con Rhea Perlman en 2006

El 17 de enero de 1971, DeVito conoció a Rhea Perlman cuando fue a ver a una amiga en la única función de la obra The Shrinking Bride en la que aparecía DeVito. Se fueron a vivir juntos dos semanas después y se casaron el 28 de enero de 1982. Tuvieron tres hijos: Lucy Chet DeVito (11 de marzo de 1983), Grace Fan DeVito (Marzo de 1985) y Jacob Daniel DeVito (octubre de 1987).
Perlman y DeVito actuaron juntos en multitud de obras, como la serie de televisión Taxi y la película Matilda (donde hacen de padres de Matilda). Se separaron en octubre de 2012, después de 30 años de matrimonio y más de 40 años juntos, para reconciliarse en marzo de 2013. Se separaron por segunda vez en marzo de 2017, pero permanecieron en términos amistosos y Perlman declaró que no tenían intención de solicitar el divorcio. En 2019, Perlman le dijo al entrevistador Andy Cohen que ella y DeVito se han vuelto amigos más cercanos después de su separación que en sus últimos años como pareja.
DeVito y Perlman residieron en su casa de Beverly Hills, comprada en 1994 y vendida por 24 millones en abril de 2015. También poseen un bungalow cerca de Rodeo Drive en Beverly Hills y un complejo de residencias múltiples en Broad Beach en Malibú.
DeVito ha mencionado ser un gran fan de los diversos proyectos musicales del cantante Mike Patton, habiendo conocido su trabajo a través de su hijo Jacob en 2005. DeVito colaboró con Patton en el video musical y ha asistido a varios de sus conciertos, con Perlman contribuyendo con una voz en off introductoria a un álbum de Mr. Bungle, una de las bandas de Patton. En 2016, DeVito también incluyó música de la banda de Patton Faith No More en algunos capítulos de It's Always Sunny in Philadelphia.

## Filmografía

### Cine
Como actor
| Año  | Título en español                             | Título original                                      | Director                                            | Papel                  |  |
| ---- | --------------------------------------------- | ---------------------------------------------------- | --------------------------------------------------- | ---------------------- |  |
| 1970 | Sueños de cristal                             | Dreams of Glass                                      | Robert Clouse                                       | Thug                   |  |
| 1971 | Mortadela                                     | La mortadella                                        | Mario Monicelli                                     | Fred Mancuso           |  |
| 1973 | Pata de palo                                  | Scalawag                                             | Kirk Douglas y Zoran Calic                          | Fly Speck              |  |
| 1973 | Deprisa o cumpliré 30 años                    | Hurry Up, Or I'll Be 30                              | Joseph Jacoby                                       | Petey                  |  |
| 1975 | Alguien voló sobre el nido del cuco           | One Flew Over the Cuckoo's Nest                      | Milos Forman                                        | Martini                |  |
| 1975 | Justicia violenta                             | Deadly Hero                                          | Ivan Nagy                                           | Harry                  |  |
| 1976 | The Money                                     | The Money                                            | Chuck Workman                                       | Barman                 |  |
| 1977 | The Van                                       | The Van                                              | Sam Grossman                                        | Andy                   |  |
| 1978 | Camino del sur                                | Goin' South                                          | Jack Nicholson                                      | Hog, Moon's Old Gang   |  |
| 1981 | Voy a volverme mico                           | Going Ape!                                           | Jeremy Joe Kronsberg                                | Lazlo                  |  |
| 1983 | La fuerza del cariño                          | Terms of Endearment                                  | James L. Brooks                                     | Vernon Dahlart         |  |
| 1984 | Tras el corazón verde                         | Romancing the Stone                                  | Robert Zemeckis                                     | Ralph                  |  |
| 1984 | El magnate                                    | The Ratings Game                                     | Danny DeVito                                        | Vic De Salvo           |  |
| 1984 | Johnny peligroso                              | Johnny Dangerously                                   | Amy Heckerling                                      | Burr                   |  |
| 1985 | La joya del Nilo                              | The Jewel of the Nile                                | Lewis Teague                                        | Ralph                  |  |
| 1985 | Dinero y poder                                | Head Office                                          | Ken Finkleman                                       | Frank Stedman          |  |
| 1986 | Dos tipos geniales                            | Wise Guys                                            | Brian De Palma                                      | Harry Valentini        |  |
| 1986 | Por favor, maten a mi mujer                   | Ruthless People                                      | Jim Abrahams, David Zucker y Jerry Zucker           | Sam Stone              |  |
| 1986 | Mi pequeño pony: La película                  | My Little Pony: The Movie                            | Mike Joens, Gerry Chiniquy y Ray Lee                | The Grundle King (Voz) |  |
| 1987 | Tira a mamá del tren                          | Throw Momma from the Train                           | Danny De Vito                                       | Owen Lift              |  |
| 1987 | Dos estafadores y una mujer                   | Tin Men                                              | Barry Levinson                                      | Ernest Tilley          |  |
| 1988 | Los gemelos golepan dos veces                 | Twins                                                | Ivan Reitman                                        | Vincent Benedict       |  |
| 1989 | La guerra de los Rose                         | The War of the Roses                                 | Danny DeVito                                        | Gavin D'Amato          |  |
| 1991 | Con el dinero de los demás                    | Other People's Money                                 | Norman Jewison                                      | Larry Garfield         |  |
| 1992 | Batman vuelve                                 | Batman Returns                                       | Tim Burton                                          | Pingüino               |  |
| 1992 | Hoffa: un pulso al poder                      | Hoffa                                                | Danny DeVito                                        | Bobby Ciaro            |  |
| 1993 | Jack el Oso                                   | Jack the Bear                                        | Marshall Herskovitz                                 | John Leary             |  |
| 1993 | Mira quién habla ahora                        | Look Who's Talking Now                               | Tom Ropelewski                                      | Rocks (voz)            |  |
| 1994 | Junior                                        | Junior                                               | Ivan Reitman                                        | Larry Arbogast         |  |
| 1994 | Un poeta entre reclutas                       | Renaissance Man                                      | Penny Marshall                                      | Bill Rago              |  |
| 1995 | Cómo conquistar Hollywood                     | Get Shorty                                           | Barry Sonnenfeld                                    | Martin Weir            |  |
| 1996 | Mars Attacks!                                 | Mars Attacks!                                        | Tim Burton                                          | Rude Gambler           |  |
| 1996 | Matilda                                       | Matilda                                              | Danny DeVito                                        | Harry Wormwood         |  |
| 1996 | Space Jam                                     | Space Jam                                            | Joe Pytka                                           | Mr. Swackhammer (Voz)  |  |
| 1997 | Legítima defensa                              | The Rainmaker                                        | Francis Ford Coppola                                | Deck Shifflet          |  |
| 1997 | Hércules                                      | Hércules                                             | Ron Clements y John Musker                          | Philoctetes (Voz)      |  |
| 1997 | L.A. Confidential                             | L.A. Confidential                                    | Curtis Hanson                                       | Sid Hudgens            |  |
| 1998 | De ahora en adelante                          | Living Out Loud                                      | Richard LaGravenese                                 | Pat Francato           |  |
| 1999 | El pez gordo                                  | The Big Kahuna                                       | John Swanbeck                                       | Phil Cooper            |  |
| 1999 | Las vírgenes suicidas                         | The Virgin Suicides                                  | Sofia Coppola                                       | Dr. Hornicker          |  |
| 1999 | Man on the Moon                               | Man on the Moon                                      | Milos Forman                                        | Greg Shapiro           |  |
| 2000 | Todos la querían... ¡muerta!                  | Drowning Mona                                        | Nick Gomez                                          | Wyatt Rash             |  |
| 2000 | Reventado                                     | Screwed                                              | Scott Alexander y Larry Karaszewski                 | Grover Cleaver         |  |
| 2001 | El último golpe                               | Heist                                                | David Mamet                                         | Bergman                |  |
| 2001 | ¿Qué más puede pasar?                         | What's the Worst That Could Happen?                  | Sam Weisman                                         | Max Fairbanks          |  |
| 2002 | Austin Powers en Miembro de Oro               | Austin Powers in Goldmember                          | Jay Roach                                           | Cameo                  |  |
| 2002 | Smoochy                                       | Death to Smoochy                                     | Danny DeVito                                        | Burke Bennet           |  |
| 2003 | Big Fish                                      | Big Fish                                             | Tim Burton                                          | Amos Calloway          |  |
| 2003 | Todo lo demás                                 | Anything Else                                        | Woody Allen                                         | Harvey Wexler          |  |
| 2003 | Dúplex                                        | Dúplex                                               | Danny DeVito                                        | Narrador               |  |
| 2004 | Christmas in Love                             | Christmas in Love                                    | Neri Parenti                                        | Brad LaGuardia         |  |
| 2005 | Be Cool                                       | Be Cool                                              | F. Gary Gray                                        | Martin Weir            |  |
| 2005 | Un toque de seducción                         | Marilyn Hotchkiss' Ballroom Dancing and Charm School | Randall Miller                                      | Booth                  |  |
| 2006 | Relative strangers: una familia casi perfecta | Relative strangers                                   | Greg Glienna                                        | Frank Menure           |  |
| 2006 | La apuesta perfecta                           | Even Money                                           | Mark Rydell                                         | Walter                 |  |
| 2006 | The Oh in Ohio                                | The Oh in Ohio                                       | Billy Kent                                          | Wayne                  |  |
| 2006 | Un vecino con pocas luces                     | Deck the Halls                                       | John Whitesell                                      | Buddy Hall             |  |
| 2006 | Dame 10 razones                               | 10 Items or Less                                     | Brad Silberling                                     | Big D                  |  |
| 2007 | La chica de mis sueños                        | The Good Night                                       | Jake Paltrow                                        | Mel                    |  |
| 2007 | ¡Maderos 091!                                 | Reno 911!: Miami                                     | Robert Ben Garant                                   | El alcalde             |  |
| 2007 | Nobel Son                                     | Nobel Son                                            | Randall Miller                                      | Gastner                |  |
| 2008 | Just Add Water                                | Just Add Water                                       | Hart Bochner                                        | Merl                   |  |
| 2009 | Un hombre solitario                           | Solitary Man                                         | Brian Koppelman y David Levien                      | Jimmy                  |  |
| 2010 | En la boda de mi hermana                      | When in Rome                                         | Mark Steven Johnson                                 | Al                     |  |
| 2010 | House Broken                                  | House Broken                                         | Sam Harper                                          | Tom Cathkart           |  |
| 2010 | I'm Still Here                                | I'm Still Here                                       | Casey Affleck                                       | Él Mismo               |  |
| 2011 | Girl Walks Into a Bar                         | Girl Walks Into a Bar                                | Sebastian Gutierrez                                 | Aldo                   |  |
| 2012 | Lorax: En busca de la trúfula perdida         | Dr. Seuss' The Lorax                                 | Chris Renaud y Kyle Balda                           | Lorax (voz)            |  |
| 2012 | Hotel Noir                                    | Hotel Noir                                           | Sebastian Gutierrez                                 | Eugene Portland        |  |
| 2014 | All the Wilderness                            | All the Wilderness                                   | Michael James Johnson                               | Dr. Pembry             |  |
| 2014 | The Comedian                                  | The Comedian                                         | Taylor Hackford                                     | James Berkowitz        |  |
| 2017 | Animal Crackers                               | Animal Crackers                                      | Tony Bancroft, Scott Christian Sava y Jaime Maestro | Chesterfield (voz)     |  |
| 2018 | Smallfoot                                     | Smallfoot                                            | [[Karey Kirkpatrick], Jelly Roll y Jason Reisig     | Dorgle (voz)           |  |
| 2019 | Dumbo                                         | Dumbo                                                | Tim Burton                                          | Maximiliam Medici      |  |
| 2019 | Jumanji: Siguiente nivel                      | Jumanji: The Next Level                              | Jake Kasdan                                         | Eddie Gilpin           |  |
| 2020 | El magnífico Iván                             | The One and Only Ivan                                | Thea Sharrock                                       | Bob (voz)              |  |
| 2021 | El superviviente de Auschwitz                 | The Survivor                                         | Barry Levinson                                      | Charley Goldman        |  |
| 2023 | Mansión encantada                             | Haunted Mansion                                      | Justin Simien                                       | Bruce Davis            |  |
| 2023 | Migración: Un viaje patas arriba              | Migration                                            | Benjamin Renner y Guylo Homsy                       | Tío Dan (voz)          |  |
| 2023 | Poolman                                       | Poolman                                              | Chris Pine                                          | Jack Denisoff          |  |
| 2024 | Beetlejuice Beetlejuice                       | Beetlejuice Beetlejuice                              | Tim Burton                                          | Conserje               |  |
| 2024 | A Sudden Case of Christmas                    | A Sudden Case of Christmas                           | Peter Chelsom                                       | Lawrance Armanetti     |  |

Como director
| Año  | Título en español        | Título original            | Notas                         |
| ---- | ------------------------ | -------------------------- | ----------------------------- |
| 1984 | El magnate               | The Ratings Game           |                               |
| 1986 | Cuentos asombrosos       | Amazing Stories            | Episodio: "The Wredding ring" |
| 1987 | Tira a mamá del tren     | Throw Momma from the Train |                               |
| 1989 | La guerra de los Rose    | The War of the Roses       |                               |
| 1993 | Hoffa: un pulso al poder | Hoffa                      |                               |
| 1996 | Matilda                  | Matilda                    |                               |
| 2002 | Smoochy                  | Death to Smoochy           |                               |
| 2003 | Dúplex                   | Dúplex                     |                               |
| 2005 | Queen B                  | Queen B                    | Episodio piloto               |

Como productor
| Año  | Título en español         | Título original  | Notas               |
| ---- | ------------------------- | ---------------- | ------------------- |
| 1993 | Hoffa: un pulso al poder  | Hoffa            |                     |
| 1994 | Reality Bites             | Reality Bites    |                     |
| 1994 | 8 segundos                | 8 Seconds        | Coproductor         |
| 1994 | Pulp Fiction              | Pulp Fiction     | Productor ejecutivo |
| 1995 | Cómo conquistar Hollywood | Get Shorty       |                     |
| 1999 | Man on the Moon           | Man on the Moon  |                     |
| 2000 | Erin Brockovich           | Erin Brockovich  |                     |
| 2000 | How High                  |                  |                     |
| 2003 | Camp                      | Camp             |                     |
| 2004 | Algo en común             | Garden State     | Productor ejecutivo |
| 2004 | Y entonces llegó ella     | Along Came Polly |                     |
| 2007 | ¡Maderos 091!             | Reno 911!: Miami |                     |

### Televisión
Como actor
| Año       | Título original                      | Director                                   | Papel                    | Notas                                         |
| --------- | ------------------------------------ | ------------------------------------------ | ------------------------ | --------------------------------------------- |
| 1977      | Delvecchio                           |                                            | Anthony 'Beanzie' Marott | Episodio: "Requiem for a loser"               |
| 1977      | All That Glitters                    |                                            | Baba                     | 4 episodios                                   |
| 1977      | La mujer policía                     |                                            | Napoleon                 | Episodio: "Death Game"                        |
| 1979      | Angie                                |                                            | Tío Cleech               | Episodio: "Uncle Cleech"                      |
| 1978-1983 | Taxi                                 |                                            | Louie De Palma           | 114 episodios                                 |
| 1985      | Happily Ever After                   | Bill Melendez y Steven Cuitlahuac Melendez | George Johnson (Voz)     | Película de TV                                |
| 1986      | Cuentos asombrosos                   | Danny DeVito                               | Herbert                  | Episodio: "The Wredding ring"                 |
| 1986      | My Little Pony                       |                                            | Mr. Moyjok               | 4 episodios                                   |
| 1989      | Two Daddies?                         | Bill Melendez y Steven Cuitlahuac Melendez | George Johnson (Voz)     | Película de TV                                |
| 1990      | The Earth Day Special                | Dwight Hemion, James Burrows y Gerry Cohen | Vic                      | Película de TV                                |
| 1991-2004 | The Simpsons                         |                                            | Herbert Powell (Voz)     | 4 episodios                                   |
| 1997      | Pearl                                |                                            | Dean Martin              | Episodio: "Dean Coisuine"                     |
| 1997      | Eshchyo ne vecher                    |                                            |                          | Episodio: "Pilot release"                     |
| 2002      | Ed                                   |                                            | Dr. Jack Carmichael      | Episodio: "Human Nature"                      |
| 2003      | Karen Sisco                          | Karen Sisco                                | Charlie Lucre            | 2 episodios                                   |
| 2004      | Friends                              |                                            | Roy, el estríper         | Episodio: "The One where the stripper cries " |
| 2006-...  | Colgados en Filadelfia               |                                            | Frank Reynolds           | 161 episodios                                 |
| 2018      | El método Kominsky                   |                                            | Dr. Wexler               | 2 episodios                                   |
| 2022      | Niña del demonio                     |                                            | Satán                    | 10 episodios                                  |
| 2023      | La loca historia del mundo - Parte 2 |                                            | Satán                    | Episodio: I                                   |
| 2025      | Colegio Abbott                       |                                            | Satán                    | Episodio: "Volunteers"                        |

## Premios y nominaciones
Premios Óscar
| Año  | Categoría      | Película        | Resultado |
| ---- | -------------- | --------------- | --------- |
| 2001 | Mejor película | Erin Brockovich | Candidato |

Premios Globo de Oro
| Año  | Categoría                                              | Película                    | Resultado |
| ---- | ------------------------------------------------------ | --------------------------- | --------- |
| 2000 | Mejor película - Drama                                 | Erin Brockovich             | Candidato |
| 1987 | Mejor actor - Comedia o musical                        | Tira a mamá del tren        | Candidato |
| 1986 | Mejor actor - Comedia o musical                        | Por favor, maten a mi mujer | Candidato |
| 1980 | Mejor actor de reparto de serie, miniserie o telefilme | Taxi                        | Ganador   |

Festival Internacional de Cine de San Sebastián
| Año  | Categoría       | Película | Resultado |
| ---- | --------------- | -------- | --------- |
| 2018 | Premio Donostia | -        | Ganador   |

Premios del Sindicato de Actores
| Año  | Categoría     | Película           | Resultado |
| ---- | ------------- | ------------------ | --------- |
| 1997 | Mejor reparto | L. A. Confidential | Candidato |